# Titularbistum Adraa
Adraa (auch Adrana) ist ein Titularbistum der römisch-katholischen Kirche.
Es geht zurück auf einen untergegangenen Bischofssitz in der gleichnamigen antiken Stadt, die in römischen Provinz Arabia Petraea (im heutigen Jordanien) lag. Er war als Suffraganbistum der  Kirchenprovinz Bostra zugeordnet.
| Titularbischöfe von Adraa |                                              |                                                                                   |                    |                   |
| Nr.                       | Name                                         | Amt                                                                               | von                | bis               |
| 1                         | Antonio Sellent                              | Weihbischof in Cagliari (Italien)                                                 | 2. März 1712       |                   |
| 2                         | Johann Rudolf von Sporck                     | Weihbischof in Prag (Böhmen)                                                      | 7. Februar 1729    | 21. Januar 1759   |
| 3                         | Ignacy Kozierowski CRL                       | Weihbischof in Gniezno (Polen)                                                    | 22. November 1762  | 1791              |
| 4                         | Pierre-Joseph-Georges Pigneau de Béhaine MEP | Apostolischer Vikar von Cochinchina (Vietnam)                                     | 24. September 1771 | 9. Oktober 1799   |
| 5                         | Michał Pałucki                               | Weihbischof in Kiew (Ukraine)                                                     | 19. Dezember 1791  |                   |
| 6                         | Jean-André Doussain MEP                      | Apostolischer Koadjutorvikar von Cochinchina (Vietnam)                            | 23. Juli 1798      | 14. Dezember 1809 |
| 7                         | Juan Arciniega                               | Weihbischof in Toledo (Spanien)                                                   | 23. September 1816 | 2. Januar 1835    |
| 8                         | Jean-Joseph Audemar MEP                      | Apostolischer Koadjutorvikar von Cochinchina (Vietnam)                            | 1817               | 8. August 1821    |
| 9                         | Antonio van Dyk                              | Apostolischer Koadjutorvikar von Breda (Niederlande)                              | 11. Dezember 1846  | 13. Juli 1848     |
| 10                        | Joannes van Breugel                          | Apostolischer Koadjutorvikar von Breda (Niederlande)                              | 31. Januar 1849    | 15. Januar 1850   |
| 11                        | Johannes van Genk                            | Apostolischer Koadjutorvikar von Breda / Koadjutorbischof von Breda (Niederlande) | 22. März 1850      | 25. April 1868    |
| 12                        | Johann Evangelist Haller                     | Weihbischof in Trient Weihbischof in Salzburg (Österreich-Ungarn)                 | 14. August 1874    | 26. Juni 1890     |
| 13                        | Heiliger Antonino Fantosati OFM              | Apostolischer Vikar von Hu-Nan Meridionale (China)                                | 5. April 1892      | 7. Juli 1900      |
| 14                        | Oderico Giuseppe Rizzi OFM                   | Apostolischer Vikar von Nord-Shaanxi (China)                                      | 23. Januar 1902    | 22. März 1905     |
| 15                        | Auguste Prézeau                              | Apostolischer Vikar von Shiré (Nyasaland)                                         | 12. April 1908     | 2. Dezember 1909  |
| 16                        | Francisco Xavier Ricardo Vilá y Mateu OFMCap | Apostolischer Vikar von Guam (Pazifischer Ozean)                                  | 25. August 1911    | 5. Januar 1913    |
| 17                        | Ramón Zubieta y Les OP                       | Apostolischer Vikar von Urubamba y Madre de Dios (Peru)                           | 4. Juli 1913       | 19. November 1921 |
| 18                        | Joseph Stoffels                              | Weihbischof in Köln (Deutschland)                                                 | 11. November 1922  | 17. Oktober 1923  |
| 19                        | Josef Kupka                                  | Weihbischof in Brünn (Tschechoslowakische Republik)                               | 10. April 1924     | 22. Oktober 1931  |
| 20                        | Leon Jean Marie De Smedt CICM                | Apostolischer Vikar von Siwantze (China)                                          | 14. Dezember 1931  | 11. April 1946    |
| 21                        | James Holmes-Siedle MAfr                     | Apostolischer Vikar von Karema (Tanganjika)/(Tansania)                            | 29. Juli 1946      | 25. März 1953     |
| 22                        | Richard Lester Guilly SJ                     | Apostolischer Vikar von British Guiana (Antillen)                                 | 18. Juli 1954      | 29. Februar 1956  |
| 23                        | Elias Mchonde                                | Weihbischof in Dar-es-Salaam (Tansania)                                           | 24. März 1956      | 21. April 1964    |